# Keep The Balance!
Keep The Balance! is een puzzel computerspel, ontwikkeld door Item Multimedia en uitgegeven in 2000 door JoWooD Productions.

## Het spel
De speler dient een balans in evenwicht te houden door aan beide kanten er objecten op te werpen. Deze objecten worden aangevoerd op twee lopende banden om op de balans geworpen te worden met een lanceermechanisme dat door de speler bediend wordt. Elk van de objecten heeft een eigen gewicht dat zowel positief als negatief kan zijn (zoals een paar ballonnen met helium die de balans iets omhoog tillen). Een object kan vervangen worden door er een ander object op te werpen; het object wat er al stond, valt dan van de balans. Aan elke kant van de balans kunnen maximaal zes objecten tegelijk staan.
Boven op de balans zit een aap die heen en weer schuift afhankelijk van de stand van de balans. Wanneer de aap van de balans valt, is het spel voorbij.
De balans kan verstoord worden door een nar die objecten op de balans kan werpen of een krokodil die objecten kan opeten. In hogere levels wordt de moeilijkheidsgraad opgevoerd door een snellere lopende band en een nar die vaker de speler lastigvalt. Ook kunnen niet alle objecten naast elkaar geplaatst worden: zo zal een ventilator een paar ballonnen wegblazen en in levels met dieren kunnen niet alle dieren even goed met elkaar opschieten.

## Single- en multiplayer
In singleplayer doorloopt de speler zeven zones met elk tien levels waarbij elke zone een eigen thematiek heeft. Elk thema heeft z'n eigen objecten en achtergrond. Voorbeelden hiervan zijn dieren met attributen uit het circus, muziekinstrumenten en speelkaarten. Deze thema's zijn:
- Naughty Beasts
- Clown Topsyturvy
- Somersaulting Parade
- Perpetual Obsessions
- Jockery-Trickery
- King's Gambit
- Megalomania

In multiplayer dienen twee spelers (op dezelfde computer) de aap aan de eigen kant van de balans te laten vallen door zware objecten daar neer te zetten en objecten weg te halen bij de kant van de tegenstander.